# Turczyn (rasa gołębia)
Turczyn – rasa gołębia należąca do grupy brodawczaków. Podobnie jak inne rasy pochodzący od gołębia skalnego (Columba livia).

## Historia
Krajem, w którym wyhodowano tą rasę, jest Turcja, a właściwie ziemie dawnego Imperium osmańskiego. W drugiej połowie XVII wieku został sprowadzony na tereny IRP. Dzięki tym gołębiom wyhodowano niektóre polskie rasy. Był licznie hodowany w XIX i na początku XX wieku szczególnie na wsi. Rasa ta niemal wyginęła w 2 połowie XX wieku, ale udało się ją od tego uniknąć. Obecnie turczyn jest nadal rasą bardzo rzadką i dlatego od 1995 roku jest objęta programem ratowania polskich ras.

## Wygląd
Turczyn to proporcjonalnie zbudowany, elegancki gołąb, nieco większy do maściucha polskiego.

## Zachowanie i charakter
Pełen temperatury, łagodny i ufny.